# Campaña de Crécy
La campaña de Crécy fue una gran cabalgada que hizo un ejército inglés por el norte de Francia en el 1346, en la que devastó la campiña francesa y que culminó con el batalla homónima, durante la guerra de los Cien Años. La campaña empezó el 12 de julio de 1346, con el desembarco de las huestes inglesas en Normandía, y acabó con la capitulación de Calais el 3 de agosto de 1347. Mandó el ejército inglés el rey Eduardo III, y el francés, de su enemigo Felipe VI de Francia.
El Parlamento inglés acuciaba a Eduardo para que acabase con la contienda, bien por las armas o mediante negociación. Mientras reunía el ejército que iba a marchar a Francia, el rey dudaba aún acerca de dónde desembarcarlo. Finalmente decidió marchar a Gascuña para socorrer al conde de Lancaster, que contendía con un ejército enemigo mucho mayor. Pero los vientos contrarios entorpecieron la travesía y el soberano decidió entonces cambiar de objetivo y desembarcar por sorpresa en el punto más cercano a donde se hallaba detenida la flota, que resultó ser la península de Cotentin.
En su avance posterior, los ingleses talaron gran parte de Normandía, asaltaron y saquearon Caen, y pasaron a cuchillo a la población. Seguidamente pillaron los arrabales de Ruan y continuaron por la orilla izquierda del Sena hasta Poissy, a unos treinta kilómetros de París. Viraron luego al norte y se vieron atrapados en un territorio que los franceses habían dejado sin abastos. Para salir de él, tuvieron que cruzar el Somme y batir a un ejército francés que trató de impedirlo. Dos días después, en un lugar que habían elegido para la lid, debelaron al enemigo en la batalla de Crécy, el 26 de agosto de 1346; seguidamente, marcharon al norte a asediar Calais. Tras once meses de cerco que casi agotaron los recursos financieros y militares de los dos países, la ciudad cayó.
Poco después, los dos bandos pactaron la Tregua de Calais; tenía una duración de nueve meses y caducaba el 7 de julio de 1348, pero se prorrogó varias veces, hasta 1355. La tregua, empero, no puso fin a los combates, aunque estos fueron de menor entidad que los que se habían librado durante la cabalgada del rey Eduardo. Calais sirvió de puerto inglés en territorio enemigo durante los siguientes doscientos años.

## Antecedentes

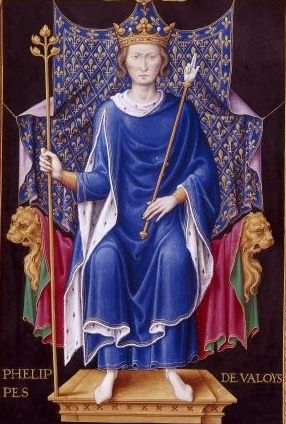
Felipe VI de Francia, en cuyo reinado comenzó la dilatada guerra de los Cien Años con Inglaterra.

Desde los tiempos de la conquista normanda de Inglaterra del 1066, los monarcas ingleses habían conservado títulos y tierras en Francia, por cuya posesión eran vasallos de los reyes de Francia. La situación de los feudos del rey inglés en Francia fueron motivo de disputa continua entre los dos reinos durante toda la Edad Media. Los soberanos franceses trataron de limitar el poder de los ingleses, privándoles de parte de sus tierras cuando tenían oportunidad. En 1337 los reyes ingleses apenas tenían ya Gascuña, en la Francia suroccidental, y Ponthieu, en el norte. Los gascones, con inclinaciones independentistas, preferían depender del lejano rey inglés que no intervenía en sus asuntos que del francés, que sí lo hubiese hecho. Tras una serie de desavenencias entre Felipe VI de Francia (1328-1350) y Eduardo III de Inglaterra (1327-1377), el 24 de mayo de 1337 el Gran Consejo de Felipe acordó arrebatarle a Eduardo la Gascuña, alegando para ello el incumplimiento por parte de este de sus deberes de vasallo. Esto marcó el comienzo de la guerra de los Cien Años, que duró ciento dieciséis años.

### Las operaciones militares de 1345
A pesar de que la posesión de Gascuña había desencadenado la guerra, Eduardo apenas pudo enviar socorros a la región, y siempre que un ejército inglés pudo pasar al continente combatió en la Francia septentrional. A comienzos del 1345, el soberano inglés decidió atacar el país vecino en tres frentes: un contingente modesto cruzaría a Bretaña, a las órdenes de Guillermo, conde de Northampton; otro ligeramente mayor marcharía a Gascuña a las órdenes de Enrique, conde de Derby; y el ejército principal acompañaría al propio Eduardo al norte de Francia o a Flandes. Por las mismas fechas, los franceses decidieron mantenerse a la defensiva en el suroeste. Sus espías habían descubierto el plan inglés, pero carecían de dinero para reunir tres ejércitos en las zonas que Eduardo pensaba atacar. Previeron atinadamente, sin embargo, que la principal acometida de los ingleses sería la que estos pensaban llevar a cabo en el norte de Francia. Por ello concentraron sus recursos en esta zona; el ejército debía reunirse en Arras el 22 de julio. Mientras, dejaron que el suroeste del país se defendiese por sus propios medios del esperado embate enemigo.
El ejército inglés zarpó el 29 de junio. Ancló frente a La Esclusa, en Flandes, hasta el 22 de julio, mientras Eduardo despachaba asuntos diplomáticos. Cuando los barcos partieron de nuevo, probablemente con rumbo a Normandía, fueron desperdigados por una tempestad y tuvieron que volver a puertos ingleses a lo largo de la semana siguiente. Tras pasar embarcados más de cinco semanas, se decidió que hombres y caballos pasaran a tierra. Durante la semana que siguió, el rey y su consejo decidieron qué hacer, pero para entonces la estación propicia para la guerra estaba acabando y se tuvo que abandonar toda ofensiva hasta pasado el invierno. Consciente de ello, Felipe envió refuerzos a Bretaña y Gascuña. Durante 1345 Derby había llevado a cabo una campaña relámpago por Gascuña al frente de un ejército anglo-gascón. Derrotó con contundencia a dos grandes ejércitos franceses en las batallas de Bergerac y Auberoche, conquistó varias ciudades y fortificaciones a lo largo del Périgord y del Agenais y ensanchó las posesiones inglesas en Gascuña. Posteriormente se apoderó de la ciudad de Aiguillon, de gran importancia estratégica y logística, apodada «la llave de Gascuña». En octubre el conde de Northampton emprendió una campaña en el norte de Bretaña; los intentos de expugnar una serie de ciudades en poder del enemigo resultaron infructuosos y Northampton y la mayoría de su contingente se retiraron en la primavera siguiente.

## Preludio

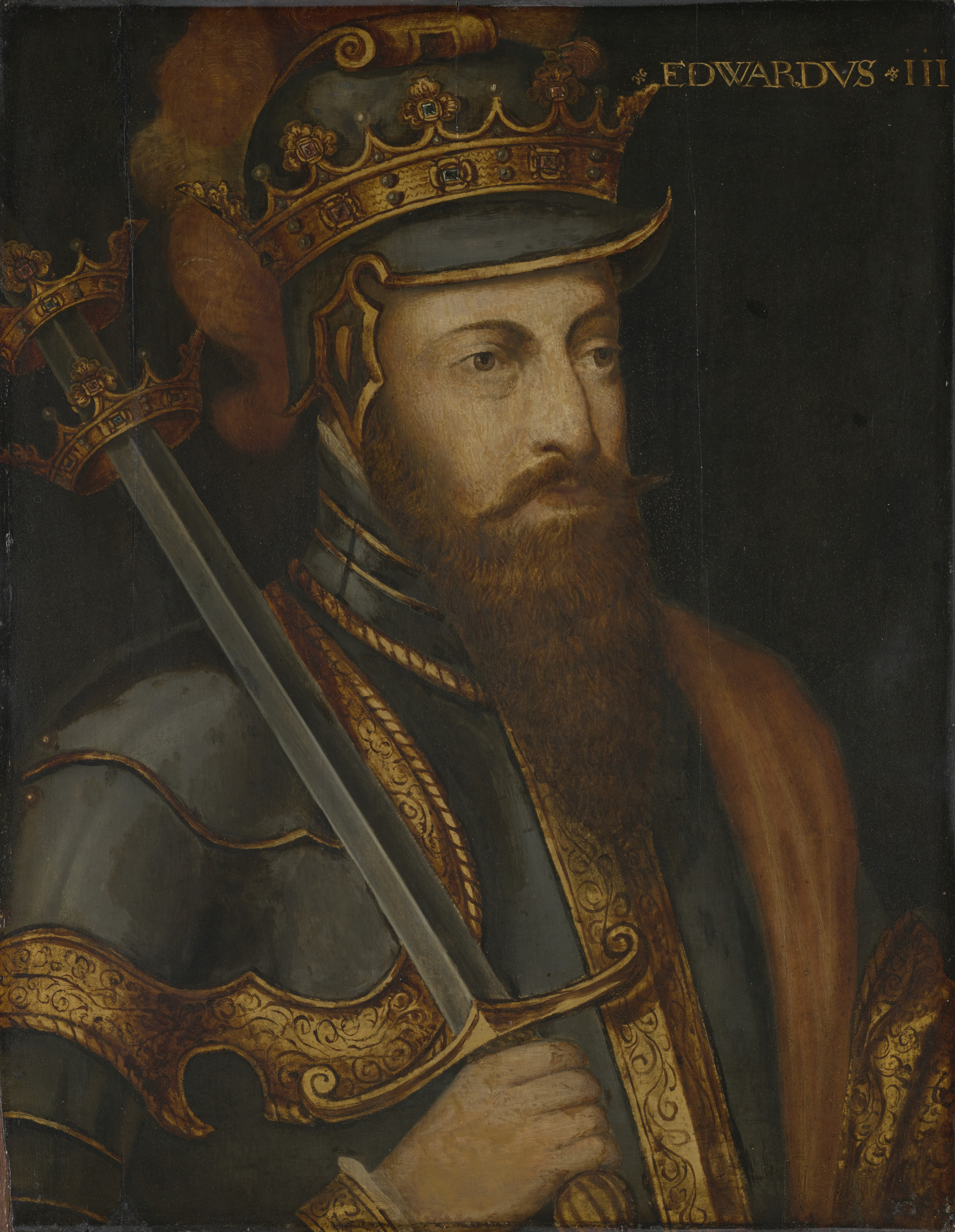
Retrato tardío de Eduardo III de Inglaterra

#### Preparativos franceses
Como era habitual, el erario francés disponía de escasos fondos en 1346. Pese a haber recibido un préstamo papal de más de trescientos treinta mil florines, los funcionarios habían recibido órdenes de recaudar todo lo posible, de cualquier fuente disponible, para sufragar la siguiente campaña. La hacienda francesa se hallaba, en efecto, en graves apuros. Pese a todo, los franceses lograron reunir dos ejércitos, en Orleans y Toulouse. Juan, duque de Normandía, hijo y heredero del rey Felipe VI, obtuvo el mando de las tropas del suroeste, que ya había ostentando el otoño anterior.
En marzo de 1346, los efectivos franceses (entre quince y veinte mil soldados, con un gran tren de asedio y cinco cañones), enormemente superiores en número a las fuerzas que podían aprestar los anglogascones, se dirigieron a Aiguillon, que asediaron a partir del 1 de abril. Al día siguiente se hizo una leva general (arrière-ban) en la región. Los recursos financieros, logísticos y humanos del reino se destinaron a la ofensiva. El conde de Derby, ya conde de Lancaster tras la muerte de su padre, envió una petición urgente de socorro a Eduardo. Este estaba obligado tanto moral como legalmente a auxiliar a su vasallo; su pacto indicaba que si a Lancaster lo acometían fuerzas abrumadoramente superiores, el soberano se comprometía a sacarlo del aprieto, sin importar los medios que hubiese de emplear para ello.

#### Preparativos ingleses
El parlamento inglés había aprobado un generoso presupuesto bélico para 1344. Gran parte se había gastado ya, pero otra se estaba recaudando aún. El fisco carecía de capacidad para recaudar más fondos. Escaso de financiación como sus enemigos franceses, el monarca obligó a la Iglesia a concederle un préstamo forzoso de quince mil libras, a algunas ciudades otros similares y confiscó los beneficios eclesiásticos anuales de los extranjeros en el reino. La Corona hizo enormes pedidos de equipo militar y vituallas, además de lo que expropió. Desde antiguo, los ingleses en edad militar tenían la obligación de defender el país en caso de invasión; a principios de 1346 esta obligación se modificó para obligarlos también a servir en el extranjero. Sin embargo, la población estaba harta de una guerra que parecía infructuosa y sin sentido, y el Parlamento anterior, en junio de 1344, había reclamado al rey que le pusiese fin, bien por las armas o mediante una paz honrosa negociada con el enemigo.
Los ingleses querían reunir en 1346 un ejército aún mayor que el de 1345, de más de veinte mil hombres. Este debía concentrarse junto a Portsmouth en febrero, pero la reunión se pospuso primero dos meses, y luego otro más. Hacía tiempo que los escoceses, incitados por Felipe, suponían una amenaza; dos años antes el lord canciller había afirmado en el Parlamento que aquellos admitían sin tapujos que estaban prestos a rescindir la tregua que tenían con los ingleses tan pronto como lo deseasen los franceses y que entonces invadirían Inglaterra. En consecuencia, Eduardo eximió a los condados al norte del río Humber de enviar hombres al ejército que debía servir en Francia, al tiempo que se les concedían algunos medios económicos para que pudiesen asegurar la defensa de la frontera septentrional. La Corona temía asimismo que la marcha del ejército a Francia dejase inerme la costa sur ante posibles incursiones enemigas, como había sucedido en 1338 y 1339. Para evitarlo, se aplicó una serie de medidas defensivas, como encuadrar a la población costera (hasta veinticuatro kilómetros tierra adentro) en grupos con jefes locales. La protección de la frontera escocesa y de la costa meridional menguó el número de soldados disponibles para la campaña francesa, a lo que se unió una cierta resistencia al reclutamiento. Para compensar esta pérdida, se repitió la promesa del año anterior de indultar a los presos que se alistasen y sirviesen en la campaña, lo que permitió reclutar mil soldados más. Finalmente, parece que a finales de junio el rey había logrado reunir a la mitad de los soldados previstos.

#### Preparativos navales
A pesar de esfuerzos ingleses para encubrir sus preparativos, los franceses los conocían. Dada la dificultad extrema de desembarcar un ejército fuera de los puertos, y puesto que los ingleses carecían de ellos en Flandes, pero sí contaban con algunos en Bretaña y Gascuña,  los franceses supusieron que Eduardo se dirigiría a alguna de estas dos regiones, probablemente a la segunda, para socorrer Aiguillon. Para impedir que los ingleses desembarcasen en el norte del país, Felipe confiaba en su potente marina. Formaban esta mercantes requisados y galeras arrendadas. Los mercantes eran cocas, barcos de casco redondo y mucho calado, que impulsaba un única vela fijada en el único palo, sito en el centro de la nave.  Los habían transformado en navíos de guerra mediante la colocación de castillos de madera a proa y popa y la protección de la cofa del mástil. Al menos setenta y ocho habían sido requisados para el servicio del rey en la Baja Normandía,  a los que había que sumar los que lo fueron en Picardía y la Alta Normandía. Las galeras contaban con remos y eran muy maniobrables, lo que hacía de ellas naves ideales para las incursiones y los combates navales, pero eran buques bastante caros. Los franceses habían alquilado treinta y dos de ellas a Génova, que debían llegar a Boulogne antes del 20 mayo. En realidad, las galeras aún no habían pasado el Tajo  en julio. Se afirma que la extrema lentitud del avance genovés pudo haberse debido a haber recibido sobornos de los ingleses.
Por su parte, mediante la requisición de barcos, Eduardo reunió la mayor flota inglesa que nunca el reino hubiese conocido: la formaban setecientos cuarenta y siete naves. Aunque debía reunirse el 1 de marzo, la fecha se pospuso primero al 1 de mayo y luego al 15 de este mes. Por ley, el rey estaba obligado a compensar a los armadores cuyos barcos se tomasen para el servicio real; en la práctica, el monarca pagaba tarde y mal, lo que hacía que los navieros fuesen reticentes a servir en los ejércitos reales. El rey llegó a Porchester el 1 de junio. Al principio había planeado desembarcar en Bretaña, pero no pudo hacerlo porque Northampton no había podido apoderarse de ningún puerto de la región. Entonces optó por Gascuña, decidido a socorrer a Lancaster y enfrentarse a Juan, duque de Normandía, en los alrededores de Aiguillon. La flota aprestó el matalotaje necesario para la travesía a Burdeos y zarpó de Portsmouth el 28 de junio. Como no todos los barcos habían alcanzado el lugar de reunión previsto, la flota se detuvo en Yarmouth para esperar a las naves que faltaban. Para cuando todas se hubieron reunido, el tiempo había cambiado; el viento contrario obligó a la flota a anclar al noreste de la isla de Wight durante dos semanas. Esta era la duración normal de toda la travesía y por ello comenzaron a escasear el agua y las vituallas. Recordando el fracaso del año anterior, el rey decidió evitar el desembarco de las tropas, reponer abastos y continuar hacia Burdeos. Al tiempo, sabía que la concentración de las fuerzas francesas ante Aiguillon había dejado al norte de Francia indefensa. En consecuencia, como el 11 de julio el viento seguía impidiendo el avance a lo largo del canal de la Mancha,  cambió de planes y puso rumbo al sur; alcanzó St. Vaast la Hogue, a treinta kilómetros de Cherburgo, el 12 de julio. Por entonces la flota genovesa aún estaba muy lejos del principal puerto francés de la costa occidental, La Rochela, en el Cantábrico. Las cocas francesas requisadas para servir contra los ingleses todavía no se habían reunido y no pudieron impedir el desembarco inglés.

## La campaña en Francia

### Devastación de la península de Cotentin

Ruta del ejército inglés en la cabalgada de 1346.

El ejército inglés lo componían entre siete y diez mil soldados, tanto ingleses como galeses, en cuyas filas marchaban algunos especialistas. Se cree que iba muy bien equipado comparado con otros ejércitos de la época y contaba con mineros, herreros y traductores que conocían tanto el inglés como el galés.  Lo acompañaban algunos barones normandos descontentos con Felipe, como Godofredo de Harcourt, vizconde de Saint-Sauveur-le-Vicomte. La región donde desembarcaron, la península de Cotentin, estaba inerme, por lo que los ingleses pudieron desembarcar en las amplias playas arenosas sin impedimentos. Pasaron seis días descargando los barcos, corriendo los alrededores y preparando pan. Esta pausa era necesaria principalmente para que descansasen los caballos de la larga travesía, pues llevaban dos semanas encerrados en las naves. El ejército contaba también con un gran tren de suministro en el que viajaba la munición, las tiendas, las armas de fuego y los abastos; estos podían completarse con lo requisado en Francia para crear un reserva para cuando el ejército no pudiese forrajear libremente. En los días que duró el desembarco, se armaron cincuenta caballeros, entre ellos el primogénito de Eduardo, en una ceremonia que sirvió de preludio a la campaña terrestre.
El jefe militar de la comarca, Roberto de Bertrand, contaba con una milicia de trescientos hombres, con la que acometió infructuosamente a los ingleses. Pocos días antes había tenido a su mando quinientos mercenarios, pero habían desertado por falta de paga. Los ingleses, que habían sorprendido completamente al enemigo con el imprevisto desembarco, se dirigieron hacia el sur, en tres divisiones o batallas. Eduardo pretendía realizar una cabalgada a través de territorio francés para mermar la riqueza y el ánimo del enemigo. Varios historiadores afirman que el rey inglés deseaba también atraer al francés a una batalla campal y que la cabalgada era el medio para conseguirlo.
Aunque deseaba apoderarse de la riqueza que pudiese transportar consigo de la región que iba atravesando, Eduardo ordenó tajantemente que no se saqueasen las propiedades eclesiásticas ni se atacase a los civiles ni se incendiasen los edificios y puso los medios para que se le obedeciese en esto. Pese a todo, ni él ni los nobles que lo acompañaban controlaban por completo al ejército y a las tripulaciones de la flota tras el desembarco. Incluso antes de que el ejército se pusiese en marcha y dejase atrás St. Vaast la Hogue, el ejército había incendiado la abadía de Notre-Dame-du-Vœu, sita cerca de Cherburgo y fundada por Matilde, hija de Enrique I de Inglaterra, —era la tercera vez en los últimos cincuenta años—, así como la Hogue. Cuando por fin partió de la costa, el ejército se dedicó a incendiar las ciudades que halló en su camino, a desvalijar tanto a laicos como a eclesiásticos y a violar mujeres. Los soldados quemaron las ciudades de Cherburgo, Carentan, Saint-Lô y Torteval, además de otras poblaciones menores. En algunas de las ciudades, los soldados pasaron a cuchillo a casi todos los habitantes, mientras que en otras las matanzas fueron menores. La mayoría de los civiles franceses huyeron hacia el sur, y las ciudades normandas se llenaron de refugiados desesperados. La flota inglesa seguía por mar al ejército, saqueando y arrasando las costas (las tripulaciones podían llegar hasta ocho kilómetros tierra adentro); el botín obtenido fue tan grande que algunos barcos desertaron, colmadas sus bodegas de saqueo. La flota quemó o se apoderó además de más de cien barcos, sesenta y uno de los cuales se habían preparado para la guerra. La destrucción de estos barcos redujo temporalmente las incursiones francesas contra las costas inglesas y los ataques a los mercantes ingleses.
Bertrand derruyó los puentes para tratar de frenar el avance inglés, pero los cuarenta carpinteros que acompañaban a Eduardo los reparaban velozmente. La resistencia francesa se vio mermada por la ausencia de muchos soldados, que estaban sirviendo con el duque Juan en el cerco de Aiguillon. A Raúl, conde de Eu, condestable de Francia, cúspide del escalafón militar francés, lo habían enviado apresuradamente al norte desde Aiguillon para dirigir la defensa de la región. Decidió hacer frente al enemigo en Caen, el centro cultural, político, religioso y financiero del noroeste de Normandía y que era a la sazón más grande que cualquier ciudad inglesa salvo Londres. A Caen se enviaron los hombres disponibles y en ella se concentró gran cantidad de víveres.
Cuando los ingleses llegaron ante ella la mañana del 26 de julio, la defendían mil quinientos soldados y gran cantidad de milicianos de la ciudad. El ejército inglés la tomó de inmediato por asalto, y la sometió a cinco días de saqueo. En el pillaje perecieron cinco mil franceses, entre civiles y militares. Algunos lograron refugiarse en los bosques cercanos, adonde los persiguió la caballería enemiga. Las pérdidas inglesas fueron escasas. Entre los pocos prisioneros que hicieron los vencedores se contó Raúl de Eu. Los ingleses descubrieron una orden de Felipe a los grupos de saqueo normandos para que pillasen la costa meridional inglesa, que el arzobispo de Canterbury publicó como prueba de que la campaña de Eduardo tenía por meta proteger el reino; también sirvió durante varios años a los equipos de reclutamiento para atizar el odio a los franceses y fomentar el alistamiento.
El 29 de julio, Eduardo envió a la flota de vuelta a Inglaterra, con una carta en la que solicitaba refuerzos, suministros y dinero, que debían enviársele a Le Crotoy, en la orilla septentrional de la desembocadura del Somme. Andaba falto en especial de dinero; algunas unidades no habían recibido las soldadas de abril y ninguna había recibido las correspondientes a junio. La dirección del ejército inglés era neta y algunos historiadores afirman que ya por entonces se dirigía a Calais. El 1 de agosto, los ingleses reanudaron la marcha, encaminándose hacia el Sena. Dejaron guarniciones en algunas plazas, como Caen y Carenten, a las que los franceses apresaron al poco de haberse ido el ejército enemigo.

### Marcha hacia París
La situación militar francesa era apurada. Su ejército principal estaba enfrascado en el infructuoso asedio de Aiguillon. Tras desembarcar por sorpresa en Normandía, Eduardo estaba devastando algunas de las más ricas tierras del reino y se vanagloriaba de avanzar sin encontrar resistencia. El 2 de agosto, un contingente inglés al mando de Hugh Hastings al que acompañaban numerosos flamencos invadió Francia desde Flandes; las defensas que encontraron para impedirles el paso eran deleznables. El tesoro real estaba casi agotado. Felipe llamó inmediatamente al ejército principal, que mandaba Juan, duque de Normandía, y ordenó que abandonase el cerco de Aiguillon y marchase al norte. Tras una acalorada discusión con sus asesores, y según algunos relatos, con el mismísimo mensajero de su padre, Juan rehusó partir hasta haber expugnado Aiguillon y satisfecho su honor, empeñado en esta empresa; en consecuencia, el principal ejército francés permaneció en el suroeste.

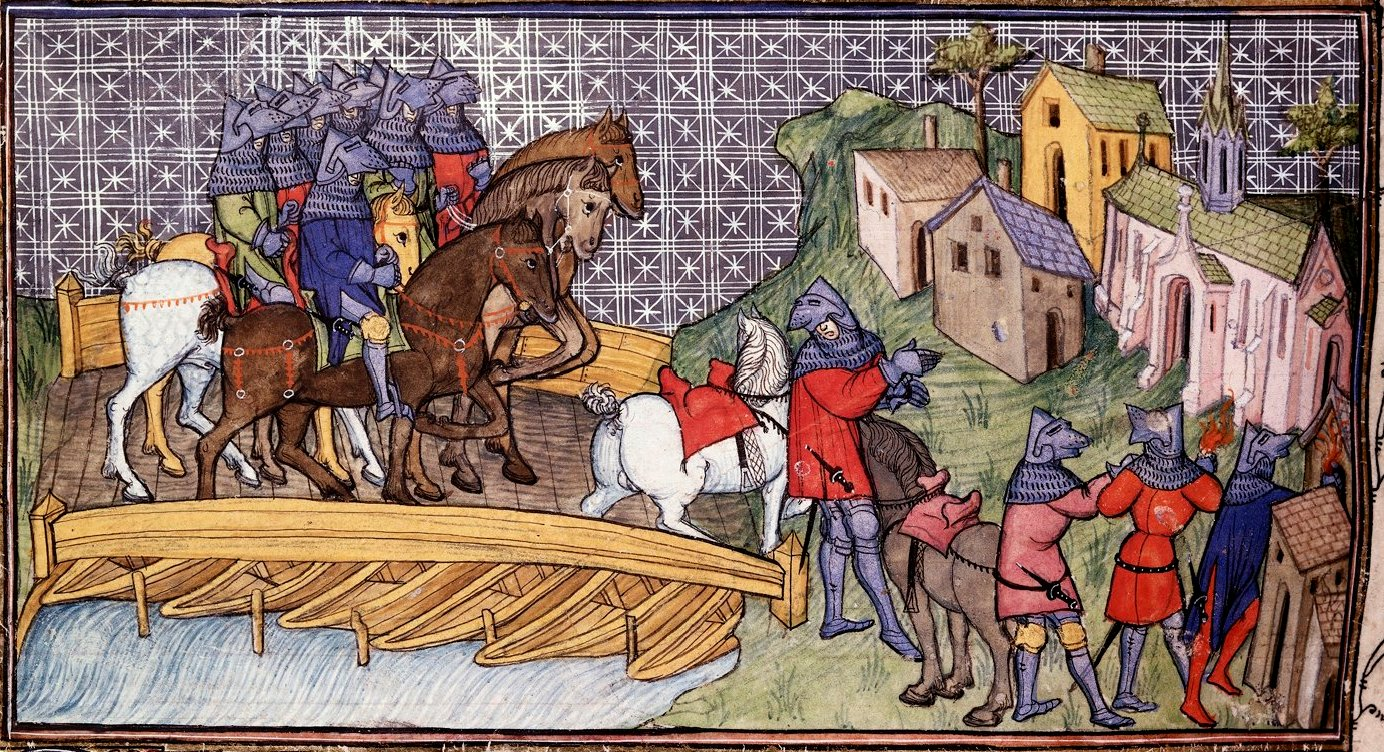
El ejército inglés cruza el Sena, en una ilustración del siglo.

El 29 de julio Felipe proclamó una leva general en el norte del reino, ordenando que los hombres capaces de portar armas marchasen a Ruan, adonde él llegó dos días después. Al punto se dirigió al oeste al encuentro de Eduardo, al frente de un ejército mal organizado y equipado. Regresó a Ruan al cabo de cinco días y derribó el puente que permitía cruzar el Sena. El 7 de agosto los ingleses llegaron al río veinte kilómetros al sur de Ruan, y seguidamente saquearon los suburbios de la ciudad. Felipe, acuciado por dos cardenales enviados por el papa Clemente, envió emisarios a Eduardo con una oferta de paz respaldada por una alianza matrimonial entre las dos casas reales; el soberano inglés respondió que no tenía tiempo que perder tratando con ellos y continuó la marcha. El 12 de agosto, su ejército acampó en Poissy, a unos treinta kilómetros de París, habiendo arrasado una franja de más de sesenta kilómetros de anchura a lo largo de la orilla izquierda del Sena; sus tropas incendiaron pueblos que estaban apenas a tres kilómetros de París. La población de la urbe estaba alterada, amparaba a gran cantidad de refugiados y se aprestaba a defender la ciudad calle por calle. Tras vencer la denodada defensa francesa de la orilla derecha del Sena, los carpinteros ingleses tendieron un puente sobre él.
Felipe repitió la orden a Juan de que abandonase el asedio de Aiguillon y se dirigiese al norte. El 14 de agosto, este pidió una suspensión formal del asedio; Lancaster, que conocía la situación en el norte y en los campamentos franceses en torno a Aiguillon, la rechazó. El 20 de agosto, tras más de cinco meses de sitio, los franceses lo abandonaron y emprendieron desordenada y apresuradamente la marcha hacia el norte.  En el consejo real, algunos dudaban de por qué el rey no tomaba el mando del ejército para enfrentarse al enemigo. En vez de hacerlo, el soberano envió un reto el 14 de agosto a su rival, sugiriendo que los dos ejércitos se enfrentasen tras acordar el momento y lugar de la batalla. Eduardo le respondió que se encontraría con él al sur del Sena, sin dar más detalles. El 16 de agosto, los franceses avanzaron hacia el enemigo; Eduardo incendió Poissy, destruyó su puente y marchó hacia el norte.

### Marcha hacia el norte

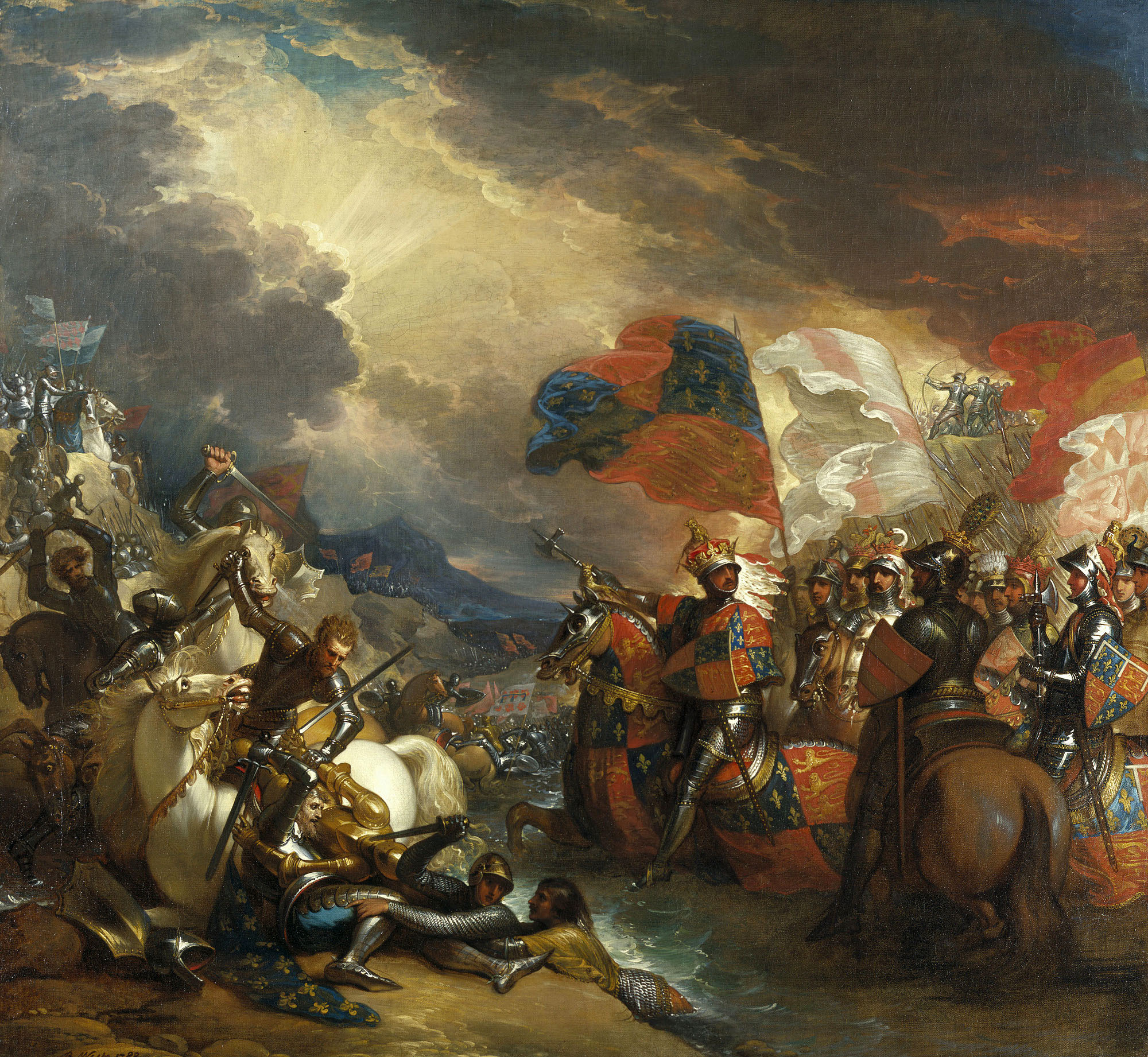
Eduardo III cruza el Somme, cuadro de Benjamin West (1788).

En previsión de la maniobra inglesa, los franceses se habían llevado los víveres de la zona, lo que obligaba al enemigo a desperdigarse en busca de forraje y a frenar la marcha. Bandas de campesinos atacaban además a los grupos menos numerosos. Felipe alcanzó el Somme un día antes que Eduardo. Sentó el real en Amiens y envió destacamentos a defender los puentes y los vados entre la ciudad y el mar. Los ingleses quedaron atrapados en una región desprovista de comida. A continuación, el ejército francés partió de Amiens en dirección al enemigo. Esta listo para dar batalla, sabiendo que contaría con la ventaja de poder adoptar una estrategia defensiva mientras que los ingleses estaban obligados a abrirse paso para escapar de la región que no podía mantenerlos.
Para atravesar las líneas francesas, Eduardo tanteó varios puntos a lo largo del Somme; atacó en vano Hangest y Pont-Remy y luego marchó hacia el oeste siguiendo el río. Al anochecer del 24 agosto, su ejército acampó al norte de Acheux; el francés se hallaba a diez kilómetros, en Abbeville. Por la noche los ingleses cruzaron por un vado, accesible solo durante la marea baja, llamado Blanchetaque. En la orilla opuesta les esperaban tres mil quinientos franceses. Los arqueros ingleses y los hombres de armas penetraron en la corriente y, tras un choque corto y violento, desbarataron la defensa francesa. El grueso del ejército francés había seguido al inglés, y los exploradores apresaron a algunos rezagados y varios carros, pero no pudo evitar que Eduardo se zafase temporalmente de la persecución. Los franceses habían confiado en que el enemigo no podría cruzar el Somme, por lo que no habían retirado los víveres de la zona, en la que los ingleses encontraron abundantes abastos y botín. Estos se abastecieron nuevamente, en especial en Noyelles-sur-Mer y Crotoy, a las que seguidamente prendieron fuego.
Entretanto, los flamencos, que no habían podido cruzar el puente de Estaires ante la oposición francesa, acometieron el cerco de Bethune el 14 de agosto. Después de varios contratiempos, surgieron las desavenencias que les hicieron abandonar el asedio; el 24 de agosto quemaron el equipo de asedio y se retiraron. Eduardo se enteró de que no recibiría refuerzos flamencos al poco de cruzar el Somme. Tampoco había señal de la flota, que debía haberlo esperado en la desembocadura del río. En consecuencia, decidió enfrentarse a los franceses con su propio ejército, sin esperar ya refuerzos. Empleó la ventaja que había obtenido de los perseguidores franceses en disponer una posición defensiva en Crécy-en-Ponthieu. Por su parte los franceses volvieron a Abbeville y reanudaron la persecución.

### La batalla de Crécy

Mapa de la batalla de Crécy. En la parte superior se aprecia la disposición defensiva inglesa, entre Crécy y Wadicourt

Habiéndose decidido a dar batalla a Felipe, Eduardo escogió para ello una posición defensiva entre Crécy y Wadicourt, que protegían sus flancos. Mientras esperaban la llegada del enemigo, los ingleses fortificaron el campamento, cavaron fosas ante sus posiciones e instalaron varios cañones primitivos. Hacia el mediodía del 26 de agosto, llegó al lugar la vanguardia francesa. En un consejo de guerra, los jefes franceses, que confiaban plenamente en obtener la victoria, decidieron atacar al enemigo al día siguiente. Finalmente no esperaron, sino que lo hicieron esa misma tarde; las fuentes contemporáneas no aclaran si esto se debió a la decisión del rey o si los caballeros franceses, ansiosos por acometer al enemigo, precipitaron el comienzo de la batalla en contra de los deseos del monarca.
No hay acuerdo sobre la cantidad de franceses que participaron en la lid, pero sí en que el ejército era muy grande para la época y varias veces más numeroso que el inglés. Los franceses desplegaron el estandarte sagrado, la oriflama, indicando que no darían cuartel. Seguidamente se adelantaron los ballesteros italianos, para contender con los arqueros ingleses. Las armas de estos tenían mayor alcance que las de los ballesteros y podían disparar tres veces más rápido. Los ballesteros tampoco portaban sus paveses, que habían quedado atrás, en el bagaje. En consecuencia, los italianos quedaron pronto vencidos y se retiraron desordenadamente.

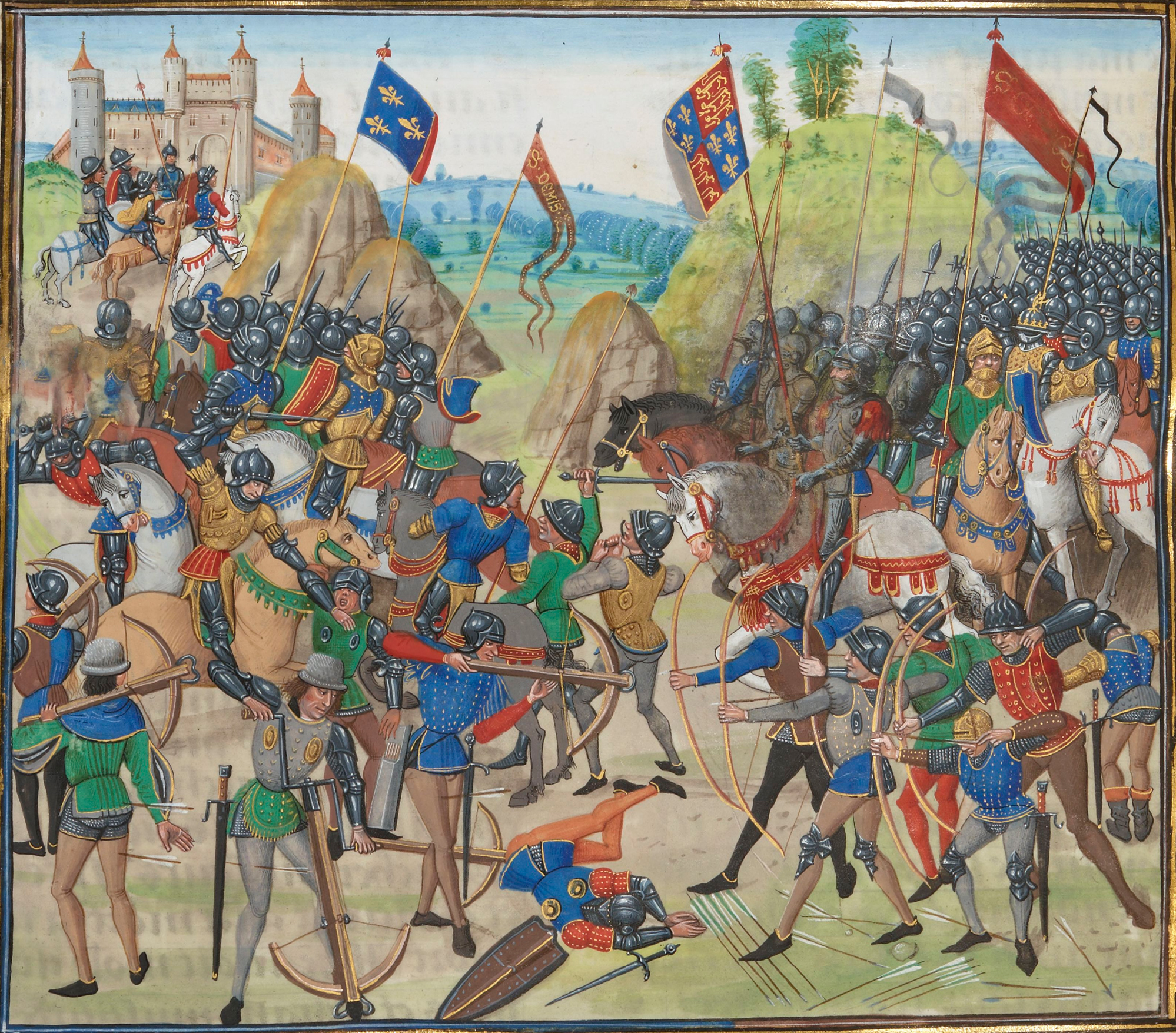
La batalla de Crécy en las Crónicas de Froissart.

A continuación los franceses emprendieron una serie de cargas de caballería contra los hombres de armas ingleses, que habían desmontado para librar la batalla. Estas cargas resultaron desordenadas tanto por ser improvisadas como por tener que esquivar a los italianos que huían, por hallarse el terreno embarrado, por tener que hacerse cuesta arriba y por las trincheras que habían abierto los ingleses. La continua y eficaz lluvia de flechas con la que los arqueros ingleses recibió a los atacantes debilitó todavía más el empuje francés y les infligió copiosas bajas. Los caballeros que alcanzaron las filas de infantería inglesa lo hicieron con escaso ímpetu. Un contemporáneo describió la consiguiente lucha cuerpo a cuerpo como «sangrienta, despiadada, cruel y muy horrible». Las cargas francesas continuaron hasta la noche, siempre con el mismo resultado: una denodada lucha que acababa con la retirada. Felipe participó en la lid, perdió dos caballos en el combate y recibió una herida de flecha en la mandíbula. Los ingleses mataron al abanderado y se apoderaron de la oriflama. Los franceses por fin se retiraron en desbandada; los ingleses, agotados por la lucha, cayeron dormidos en sus posiciones.
La mañana siguiente aún llegaron al campo de batalla importantes contingentes franceses, a los que acometieron los hombres de armas ingleses, poniéndolos en fuga y persiguiéndolos largamente. Las pérdidas francesas en la batalla fueron muy numerosas y, según los documentos de la época, consistieron en mil doscientos caballeros y más de quince mil bajas de otras categorías. El cálculo de las bajas inglesas se limitaba a trescientos hombres.
Según el historiador Andrew Ayton, la victoria inglesa no tenía precedentes y fue una gran humillación militar para los franceses. Jonathan Sumption la tildó de catástrofe política para la Corona francesa. El Parlamento inglés recibió el informe de la batalla el 13 de septiembre; en él se definía la victoria como una señal del favor de Dios, que servía para justificar los gigantescos gastos bélicos en que había incurrido hasta entonces el país.

### El asedio de Calais
Después de descansar dos días y enterrar a los muertos, los ingleses partieron hacia el norte, pues necesitaban suministros y refuerzos. Continuaron devastando las tierras que cruzaban e incendiaron varias ciudades, entre ellas Wissant, el habitual puerto de desembarco de las mercancías inglesas en el noroeste de Francia. A las puertas de la ciudad en llamas, Eduardo celebró un consejo en el que se decidió conquistar Calais; era una posición ideal para los ingleses, puesto que contaba con buenas defensas y un puerto de calidad, cercano a los ingleses de la costa sureste. También estaba cerca de la frontera de Flandes y de los aliados con que allí contaba Eduardo. Los ingleses alcanzaron el puerto el 4 de septiembre y emprendieron al punto el asedio.
Calais tenía recias defensas; lo rodeaban vastas ciénagas y marismas, que dificultaban la colocación de fundíbulos y artillería para abrir brecha en la muralla. Contaba con una guarnición numerosa y con suficientes abastos y podía recibir refuerzos y víveres por mar. Al día siguiente de comenzar el asedio, los barcos ingleses que el ejército había esperado en vano en Crotoy se presentaron ante Calais y desembarcaron refuerzos y vituallas. Los ingleses se aprestaron para un largo asedio y fundaron para ello un campamento, Nouville («nueva ciudad»), pronto pujante y con dos días de mercado por semana. Una gran operación de avituallamiento se llevó a cabo tanto en Inglaterra como en Gales para asegurar el abastecimiento del ejército sitiador, que también recibió mercancías por tierra desde Flandes. A regañadientes, el Parlamento se avino a sufragar los gastos del asedio. Eduardo lo declaró un asunto de honor y juró quedarse hasta rendir la plaza. Los dos cardenales legados pontificios visitaron a los dos ejércitos, pero los monarcas se negaron a recibirlos.

#### Desorden francés
Felipe titubeaba: el día que comenzó el asedio de Calais licenció a la mayoría de su ejército, para ahorrar dinero, convencido de que Eduardo había concluido su cabalgada y de que marcharía a Flandes y enviaría el ejército de vuelta a Inglaterra. Alrededor del 7 de septiembre, el duque Juan llegó por fin ante Felipe, tras haber licenciado él también al ejército que traía del sur. El 9 de septiembre el rey anunció que el ejército se reuniría nuevamente en Compiègne el 1 de octubre, demasiado pronto, y a continuación acudiría a socorrer Calais. Entre otras consecuencias, estas confusas acciones de la Corona francesa le permitieron al conde de Lancaster emprender una serie de ofensivas en el suroeste, en Quercy y el Bazadais, entre ellas una cabalgada de doscientos sesenta kilómetros a través de Saintonge, Aunis y Poitou, en la que se apoderó de numerosas ciudades, castillos y fortalezas menores y de la rica ciudad de Poitiers. Estas acometidas desbarataron completamente las defensas francesas y llevaron la guerra del corazón de Gascuña a unos cien kilómetros allende sus fronteras. El 1 de octubre pocas tropas habían llegado aún a Compiègne; mientras el rey y la corte esperaban que su número creciera, recibieron la noticia de las correrías y conquistas del conde de Lancaster. Creyendo que este se dirigía a París, los franceses decidieron que las fuerzas que no hubiesen llegado ya a Compiègne se concentrasen en Orléans; enviaron incluso algunas de las ya reunidas al sur, para bloquear el supuesto avance inglés. Cuando el conde abandonó el avance hacia el interior y retornó a Gascuña, las huestes francesas en Orléans y las que se dirigían a la ciudad tuvieron que desandar el camino y volver a Compiègne; esto sumió el dispositivo militar francés en el caos.

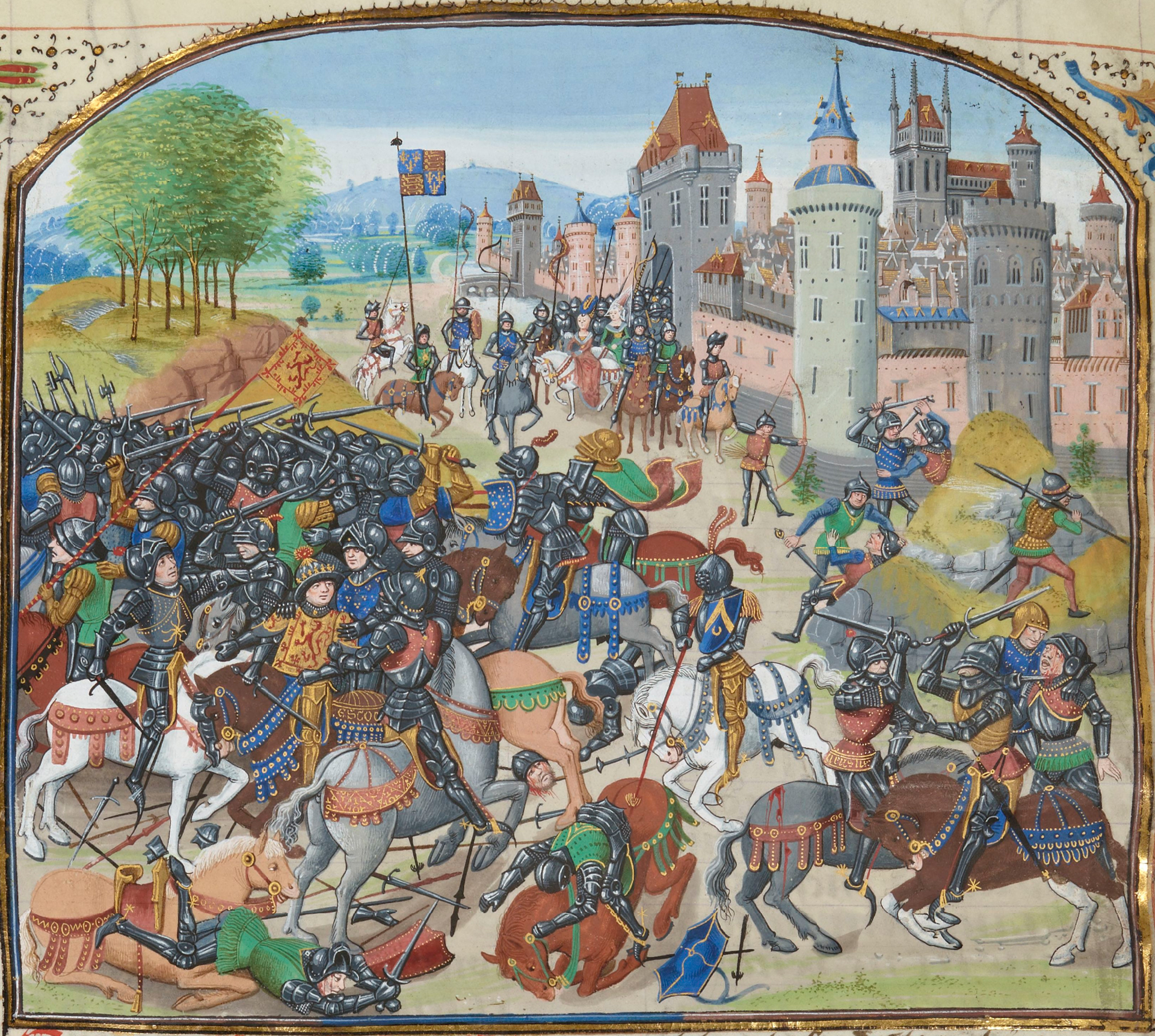
La batalla de Neville's Cross en un manuscrito del siglo.

Desde junio, Felipe había tratado de que los escoceses cumpliesen lo estipulado en la Auld Alliance con Francia e invadiesen Inglaterra. El rey escocés, David II, creyendo que las fuerzas inglesas se hallaban desplegadas en Francia, se avino a ello el 7 de octubre. Un pequeño ejército inglés reclutado exclusivamente en los condados del norte le hizo frente en la batalla de Neville's Cross el 17 de octubre. Pese a la inferioridad numérica de los ingleses, estos se alzaron con la victoria; el soberano escocés cayó en sus manos, al igual que la mayoría de los jefes que habían participado en la lid. El triunfo les permitió disponer de más recursos para la guerra en Francia y que los condados fronterizos del norte pudiesen asegurar la frontera con sus propios medios.
Aunque solo tres mil hombres de armas se habían reunido finalmente en Compiègne, el tesoro francés no contaba con medios para pagarles. En consecuencia, Felipe anuló los planes ofensivos el 27 de octubre y licenció al ejército. Se desataron entonces las recriminaciones: se despidió a numerosos funcionarios de la Chambre des Comptes (la hacienda francesa) de todos los niveles y se confió la gestión de todos los asuntos financieros a un comité de tres abades de amplia experiencia. Los miembros del consejo real, por su parte, se dedicaron a culparse mutuamente por el aprieto en que se encontraba el reino. El heredero de Felipe, el duque Juan, se enemistó con su padre y rechazó participar en la corte durante varios meses. Juana II, reina de Navarra e hija de otro rey de Francia (Luis X), que hasta entonces había tomado partido por Felipe, se declaró neutral y firmó una tregua con el conde de Lancaster.

#### Acciones de guerra

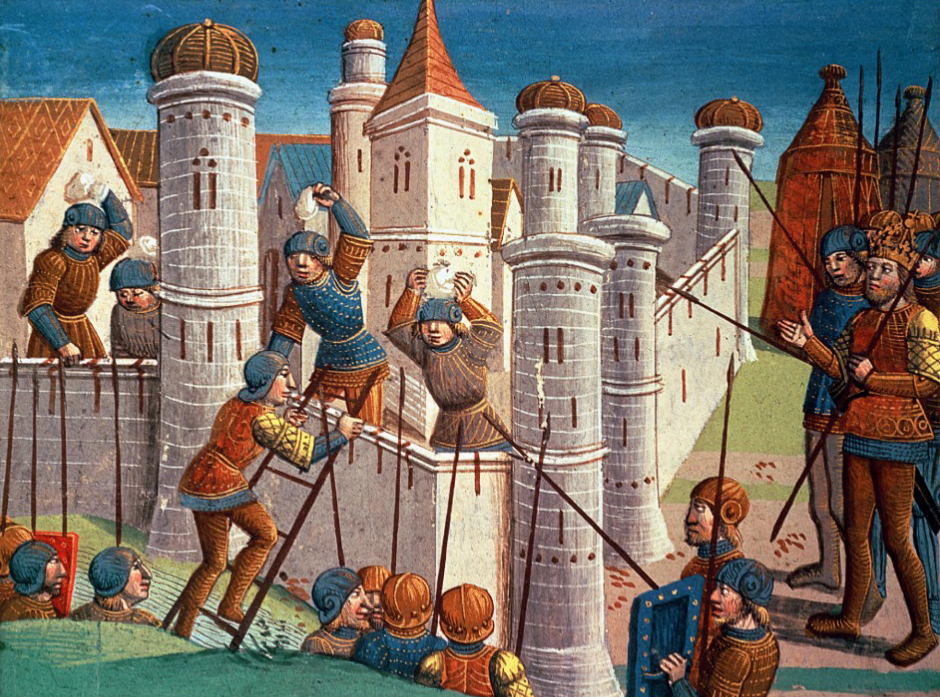

Entre mediados de noviembre y finales de febrero del año siguiente, Eduardo trató varias veces de abrir brecha en las murallas de Calais con fundíbulos y cañones, de tomar la ciudad por asalto, tanto desde tierra como desde el mar, en vano. Durante el invierno los franceses se esforzaron en restaurar la armada, con galeras tanto francesas como mercenarias italianas y con mercantes franceses, que nuevamente aprestaron para la guerra. Durante marzo y abril, enviaron más de mil toneladas de suministros a Calais, sin que los ingleses lo impidiesen. Felipe trató de reunir un nuevo ejército a finales de abril, pero las finanzas francesas no habían mejorado desde el otoño anterior, lo que ralentizó la reunión de la tropa, que en julio aún no se había completado. La recaudación de impuestos era cada vez más difícil. Varios nobles sopesaban cambiar de bando y someterse a la autoridad de Eduardo. Hubo varios choques sin vencedor claro en abril y mayo: los franceses trataron en vano de cortar los suministros que recibía el enemigo desde Flandes; los ingleses, por su parte, fracasaron en su intento de apoderarse de Saint-Omer y Lille. En junio lo franceses trataron de asegurar su flanco derecho mediante una gran ofensiva contra los flamencos, pero fueron vencidos en Cassel.
A finales de abril, los ingleses erigieron una fortaleza en el extremo de una lengua de tierra al norte de Calais, merced a la cual se hicieron con el control de la bocana del puerto. En mayo, junio y julio los franceses trataron de que los convoyes llegasen a la ciudad cercada, pero fracasaron. El 25 de junio el jefe de la guarnición de Calais escribió a Felipe para avisarle de que carecían ya de comida y que tendrían que recurrir al canibalismo. A pesar de que su situación financiera empeoraba, los ingleses reforzaron paulatinamente su ejército a lo largo de 1347 hasta disponer de treinta y dos mil soldados. Además, veinte mil flamencos estaban reunidos a menos de una jornada de marcha de Calais. A esto se añadían los veinticuatro mil marineros de la flota, que contaba con 853 barcos. El 17 de julio, Felipe por fin se puso en camino hacia el norte al frente del ejército. Alertado de ello, Eduardo convocó a los flamencos a Calais. El 27 de julio el ejército francés llegó a diez kilómetros de la ciudad cercada; lo formaban entre quince y veinte mil soldados y era unas tres veces menor que el inglés. Este contaba además con fortificaciones y empalizadas que obstruían el camino a la ciudad. La posición inglesa era claramente inexpugnable, por lo que Felipe se avino finalmente a recibir a los legados pontificios. Estos mediaron entre los dos bandos durante cuatro días, pero las negociaciones no fructificaron. El 1 de agosto la guarnición de Calais, que llevaba viendo al ejército francés desde hacía una semana, indicó que estaba a punto de rendirse. Esa misma noche el ejército francés se retiró.
El 3 de agosto de 1347, Calais se rindió. Toda la población francesa fue expulsada de la ciudad. Los ingleses se hicieron con un gran botín. Eduardo repobló el puerto con ingleses y algunos flamencos. Calais resultó crucial para Inglaterra durante el resto de la guerra, puesto que se consideraba imposible desembarcar un ejército si no era en un puerto que lo permitiese. La plaza permitía además acumular suministros y material para las campañas. Se erigió pronto un anillo de fortificaciones en torno a Calais, que delimitaban la frontera del denominado Pale de Calais. La ciudad contaba con una gran guarnición de mil cuatrocientos soldados, lo que equivalía casi a un ejército pequeño, a las órdenes del capitán de Calais. Eduardo concedió a la ciudad diversas exenciones y privilegios que hicieron de él el punto principal de entrada de las exportaciones inglesas al continente, posición que conserva. El periodo de la cabalgada, desde el desembarco en Normandía a la caída de Calais, recibió el nombre de annus mirabilis (año de los prodigios) de Eduardo III.

## Consecuencias
Al poco de rendirse Calais, Eduardo licenció a gran parte del ejército y despidió a los aliados flamencos. Concedió además varios miles de perdones a los delincuentes que habían participado hasta el final en la campaña. Felipe, por su parte, redujo el tamaño del ejército francés. Eduardo hizo poco después una serie de incursiones en las que penetró casi cincuenta kilómetros en territorio francés. Felipe trató de reunir de nuevo al ejército el 1 septiembre, pero tuvo serias dificultades; el tesoro real estaba agotado, los impuestos para sufragar la guerra tenían que recaudarse en muchos sitios por la fuerza y, pese a la grave crisis en la que estaba sumido el reino, los ingresos eran escasos. El ejército francés no deseaba volver a contender con los ingleses y Felipe tuvo que amenazar con confiscar las propiedades de los nobles que rechazaban sumarse al ejército real.  Retrasó un mes la reunión de este. Eduardo, por su parte, también tenía dificultades para reunir fondos, en parte porque no se esperaba que lo necesitase entonces; para hacerse con ellos empleó métodos draconianos, muy impopulares. Los ingleses sufrieron asimismo algunos reveses: la guarnición francesa de Saint-Omer desbarató una gran incursión y piratas franceses de Boulogne apresaron un convoy que navegaba rumbo a Calais. Las dificultades de los dos bandos allanaron la tarea de los legados pontificios; en septiembre, lograron que ingleses y franceses firmasen el 28 la Tregua de Calais.
Se considera que esta favoreció principalmente a los ingleses. Mientras durase, los franceses reconocían las conquistas enemigas en Francia y Escocia, la independencia de facto de Flandes y Felipe se comprometía a no castigar a los nobles que hubiesen conspirado o luchado contra él. La reputación de Eduardo mejoró tanto tras la cabalgada que varios electores le ofrecieron la corona del Sacro Imperio Romano Germánico, que rechazó.
La tregua se pactó para que caducase el 7 de julio de 1348, pero luego se prorrogó varias veces, hasta 1355. No puso fin, sin embargo, ni a las batallas navales entre los contendientes ni a los combates, menores, que se libraban en Gascuña y Bretaña. La guerra a gran escala se reanudó en 1355 y continuó hasta 1360, cuando se firmó el Tratado de Brétigny. El historiador Clifford Rogers afirma que en esta nueva fase de la contienda la estrategia que los ingleses habían adoptado en la campaña de Crécy dio sus mayores frutos y le permitió a Eduardo apoderarse totalmente de un tercio de Francia y obtener un sustancioso rescate por la libertad del rey Juan; cumplió así sobradamente sus objetivos bélicos originales.
Los ingleses perdieron finalmente Calais en tiempos de María I, en el asedio de 1558 La caída de Calais supuso la pérdida de la última posesión inglesa en Francia.